# Surfer Rosa
Surfer Rosa – drugi album studyjny amerykańskiej grupy rockowej Pixies, wydany przez niezależną wytwórnię płytową 4AD w marcu 1988 roku. Płyta zawiera wiele cech wczesnych dokonań grupy, takie jak hiszpańskie teksty piosenek i odwołania do Portoryko.
Płyta została wydana po raz pierwszy w Wielkiej Brytanii przez 4AD, później w Stanach Zjednoczonych przez Rough Trade Records, jednak płyta nie dostała się na listy przebojów w Anglii ani w USA. "Gigantic" był jedynym singlem z płyty, który sięgnął 93 miejsca na liście przebojów singli w Wielkiej Brytanii. Pomimo tego płyta została wydana ponownie w 1992 roku przez Elektra Records, a w 2005 osiągnęła status złotej płyty.
Sufer Rosa jest często wymieniana jako ulubiona płyta krytyków muzycznych, i wymieniana jako jedna z ważniejszych płyt w historii płyt rockowych na różnych profesjonalnych listach takich jak Rolling Stone. Była inspiracją dla takich muzyków alternatywnych jak Billy Corgan ze Smashing Pumpkins, PJ Harvey i Kurta Cobaina. Kurt Cobain często podkreślał, że Surfer Rosa miała wielki wpływ na powstanie Nevermind, przez co w 1993 zatrudnił Steve'a Albiniego aby osiągnąć podobne brzmienie na In Utero.
W 2003 album został sklasyfikowany na 315. miejscu listy 500 albumów wszech czasów magazynu Rolling Stone.

## Lista utworów
Wszystkie utwory zostały napisane przez Blacka Francisa, wyjątki są zaznaczone.
1. "Bone Machine" – 3:02
2. "Break My Body" – 2:05
3. "Something Against You" – 1:47
4. "Broken Face" – 1:30
5. "Gigantic" (Kim Deal, Black Francis) – 3:54
6. "River Euphrates" – 2:33
7. "Where Is My Mind?" – 3:53
8. "Cactus" – 2:16
9. "Tony's Theme" – 1:52
10. "Oh My Golly!" – 1:47
11. Untitled – 0:44
12. "Vamos" – 4:18
13. "I'm Amazed" – 1:42
14. "Brick Is Red" – 2:00

## Twórcy
- Black Francis – wokal, gitara
- Kim Deal – gitara basowa, chórki
- Joey Santiago – gitara prowadząca
- David Lovering – perkusja
- Steve Albini – produkcja, inżynieria dźwięku
- Simon Larbalestier, Vaughan Oliver – okładka